# Марија Поливанова
Марија Семеновна Поливанова (рус. Мари́я Семёновна Полива́нова; Тулска област, 24. октобар 1922 — Парфински рејон, 14. август 1942), совјетски снајпер, учесница Великог отаџбинског рата и херој Совјетског Савеза. Погинула је борећи се до последњег метка, заједно са Наталијом Ковшовом, па су заједно проглашене за хероје.

## Биографија
Марија Поливанова рођена је 24. октобра 1922. године у селу Наришкино у близини Туле. Потицала је из радничке породице. Завршила је основну и средњу школу и радила у Истраживачком институт за авијацијске технологије у Москви.
Одмах на почетку Великог отаџбинског рата, 1941. године добровољно се пријавила у Црвену армију и упућена је на полагање снајперског курса. Октобра 1941. године када су се немачке јединице приближиле Москви и када је отпочела битка за Москву, Марија је укључена у тада формирану Трећу московску комунистичку стрељачку дивизију, која је тада била формирана од добровољачких батаљона, које су чинили студенти, професори, помоћни радници и ученици.
Након одбране Москве, јануара 1942. године је била пребачена у 528. стрељачки пук, који је био у саставу 130. стрељачке дивизије на Северно-западном фронту. Током времена овладала је снајперским вештинама и избацила је из строја велики број непријатељских војника и официра.
Дана 14. августа 1942. године, током борбе код села Сутоки у Новгородској области командант снајперске групе је био избачен из борбе, па је команду над групом снајпера преузела је Наталија Ковшова. Немци су тада извршили јак контранапад. Иако је група снајпера убила велики број немачких војника, убрзо је преостало само троје снајпера — Марија, Наталија и рањени Новиков, који више није могао да пуца. Видевши да немају излаза, усред јаког немачког напада, Марија и Наталија су се договориле да се боре до краја. Упркос повредама наставиле су санјперску борбу. Када су их потпуно окружили немачки војници, оне су узеле четири последње бомбе и две су бациле на Немце, а са последње две су извршиле самоубиство.
Борећи се до самог краја Маша и Наташа су постале симбол хероизма совјетских бораца, па су Указом Президијума Врховног Совјета СССР-а 14. фебруара 1943. године постхумно биле проглашене за хероје Совјетског Савеза и аутоматски одликоване Орденом Лењина.
Након погибије, заједно с Наталијом Ковшовом је била сахарњена у селу Кововичино, код Новогорда.